# Антигелій (оптичне явище)

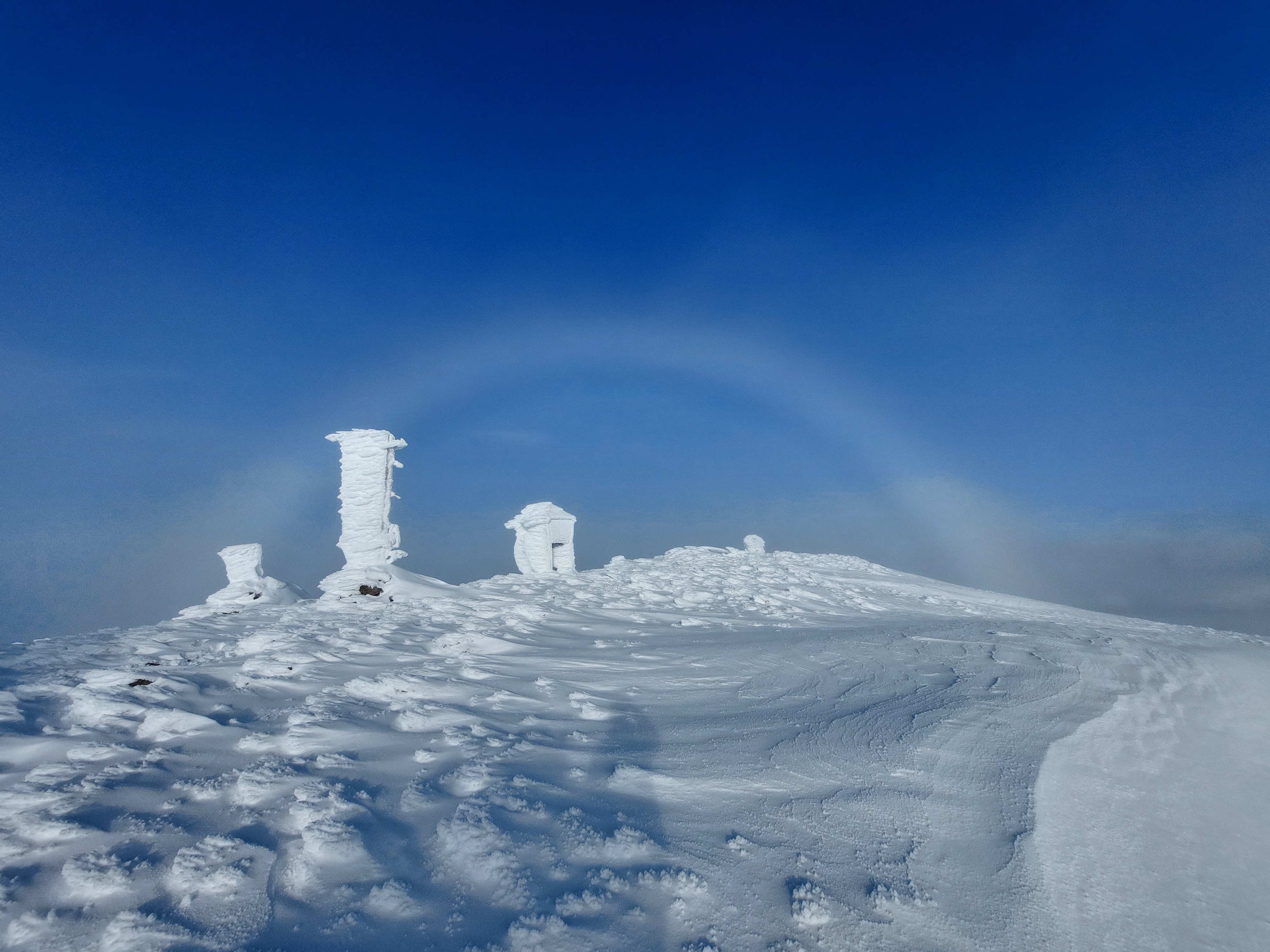
Антигелій на вершині гори на Шпіцбергені.

Антигелій (множина антигелії, від пізньогрецького ανθηλιος, «проти сонця»), також протисонце — рідкісне оптичне явище що є різновидом гало. Він з'являється на паргелічному колі, протилежному Сонцю, у вигляді слабкої білої плями, схожої на паргелій, і може перетинатися X-подібною парою дифузних дуг.

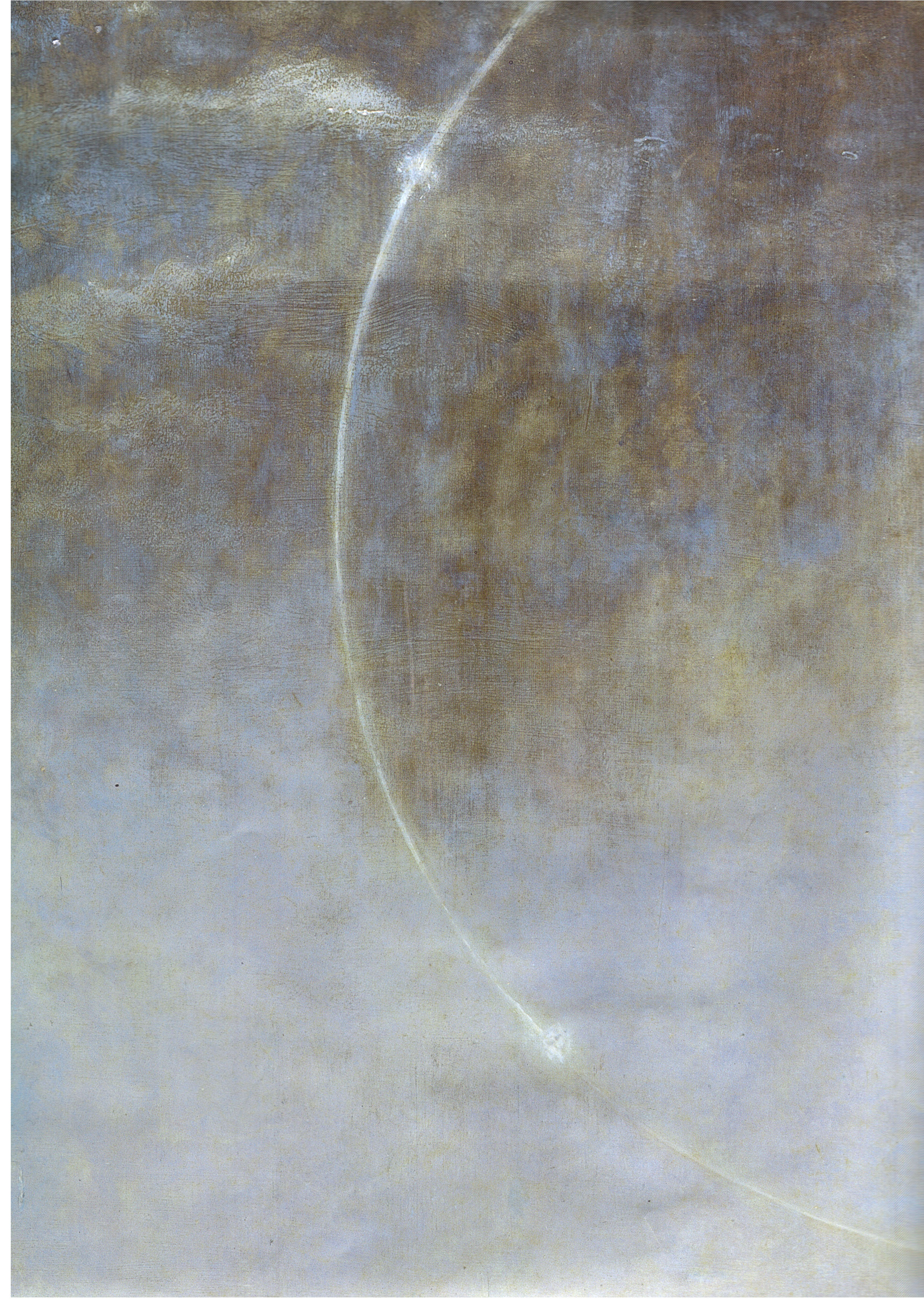
Антигелій (знизу) і 120° паргелій (угорі), зображені на

Щодо того як утворюється антигелій йдуть суперечки. Уолтер Тейп, серед інших, стверджував, що це не окремий вид гало, а різні види, що утворені горизонтально орієнтованими кристалами льоду у формі стовпця, що збігаються на паргелічному колі, створюючи яскраву пляму. Якщо ця теорія правдива, антигелій повинен з'являтися лише разом з іншими різновидами гало.
Однак антигелії виникають незалежно від інших пластинчастих кристалічних гало, тому вчені знайшли інші пояснення. Голландський професор С. В. Віссер припустив, що вони утворюються двома зовнішніми відбиттями світла в чотирикутних призмах, у той час як Роберт Грінлер припустив, що явище антигелію виникає через два внутрішні відбиття у кристалах у формі колони.
У той час як в області антигелію зазвичай гало не спостерігається, у комплексному відображенні він характеризується різними рідкісними оптичними явищами: два паргелія 120° (та два паргелія Лільеквіста) знаходяться по різні боки антигелію на паргелічному колі, що спричинено пластинчастими кристалами. Дуги Трікера та дифузні дуги з'являються в одноорієнтованих кристалах стовпців і утворюють анкх-подібну форму, що проходить через антигелій. Дуги Вегенера іноді перетинають небо, зходячись в антигелій.

## Дивись також
- Глорія
- Веселка

## Зовнішні посилання
- Наука про Землю Картинка дня, 26 квітня 2006 р. - фотографія антигелію та антигелієвих дуг у Німеччині, лютий 2006 р.